# William Ralph Smythe
William Ralph Smythe (Cañon City, 1893 – Boulder, Colorado, 6 de julho de 1988) foi um físico estadunidense, professor do Instituto de Tecnologia da Califórnia (Caltech).

## Vida
Graduado pelo Colorado College, passou algum tempo no Dartmouth College, antes de seus estudos serem interrompidos pela Primeira Guerra Mundial. Completou seu Ph.D. na Universidade de Chicago em 1921, orientado por Albert Abraham Michelson e Henry Gale.

## Carreira
Após lecionar na Universidade das Filipinas, tornou-se professor do Instituto de Tecnologia da Califórnia em 1923, onde permaneceu até aposentar-se em 1964.
Sua pesquisa era focada sobre "estudos eletromagnéticos, a separação de isótopos, isolamento de potássio e outros elementos radioativos, e a razão de isótopos do oxigênio". Em 1926 Smythe foi o primeiro a propor espectroscópios de velocidade iônica, que ele eventualmente construiu com Josef Mattauch.
Smythe foi professor de pelo menos seis laureados com o Nobel: Charles Hard Townes, Donald Arthur Glaser, William Bradford Shockley, Carl David Anderson, Leo James Rainwater e Edwin Mattison McMillan, que recebeu o Nobel de Química. Autor do livro-texto sobre eletromagnetismo Static and Dynamic Electricity, que foi uma referência comum na área durante o século XX.

## Vida pessoal
Seu filho William Rodman Smythe tornou-se professor de física da Universidade do Colorado em Boulder. Smythe morreu em Boulder, Colorado, em 6 de julho de 1988.